# HD 161695
HD 161695，又名BD+31 3090，SAO 66311、HR 6619，是一颗恒星，视星等为6.23，位于銀經56.4，銀緯26.94，其B1900.0坐标为赤經17h 41m 54.5s，赤緯+31° 26.94′ 39″。